# Бртуч
Бртуч (вірм. Բրդուճ, «загорнутий»; згадується також як бурум, дурум, брдуч, брдудж, бртунч тощо) — страва вірменської кухні, що складається із тонколистового лаваша або булки із загорнутої в нього начинкою.
Начинка бртуча найчастіше складається з м'яса, твердого сиру, варених яєць, зелені, салату, різних спецій та іншого. Інгредієнти начинки можуть варіюватися, але загальними компонентами є солоний сир і зелень. Класичний бртуч є тонкою довгою трубкою із згорнутого лаваша з начинкою, яку тримають двома руками і їдять з відкритого кінця. Автори книги «Вірменська їжа: Факти, фантазії і фольклор» указують на схожість вірменського бртуча і мексиканського буріто.
Вірменські лінгвісти виводять слово «бртуч» від дієслова, що означає «кришити, різати на дрібні шматочки». Ще одну назву бртуча — «бурум» — можна перекласти як «у руці» (від вірменського слова вірм. բուռ «бур», що означає «долоня»).
| Їжа та напої | Це незавершена стаття про їжу та напої. Ви можете допомогти проєкту, виправивши або дописавши її. |